# Шримптон, Джин
Джин Розмари Шримптон (англ. Jean Rosemary Shrimpton; род. 7 ноября 1942 года, Хай-Уиком) — английская модель и актриса. Старшая сестра модели Крисси Шримптон.

## Карьера
Она была иконой эпохи свингующего Лондона и считается одной из первых супермоделей в мире. Шримптон появлялась на многочисленных обложках журналов, в том числе Vogue, Harper's Bazaar, Vanity Fair, Glamour, Elle, Ladies Home Journal (англ.), Newsweek и Time.
В 2009 году Джин Шримптон названа изданием Harper's Bazaar в числе 26 лучших моделей всех врёмен, а в 2012 году — как одна из сотни самых влиятельных икон моды всех времён.
Снялась вместе с Полом Джонсом в фильме «Привилегия» (1967 год).

## Личная жизнь
Модель связывали романтические отношения с актёром Теренсом Стэмпом и фотографом Терри О’Ниллом. В 1979 году в Пензансе (Корнуолл, Англия) она вышла замуж за фотографа Майкла Кокса. В том же году родился их единственный сын Тадеуш (англ. Thaddeus). Пара владеет гостиницей «Abbey Hotel» в Пензансе, которой управляет Таддеуш со своей семьёй.
В 2011 году про неё и её отношения с фотографом Майклом Коксом снят британский телефильм «Мы покорим Манхэттен», который среди прочего, рассказывает о внебрачной связи между Джин Шримптон и фотографом Дэвидом Бейли их недельной фотосессии в Нью-Йорке для журнала «Vogue» в 1962 году. Режиссёр — Джон Маккей, в фильме снимаются Анейрин Барнард в роли Дэвида Бейли и Карен Гиллан в роли Джин Шримптон.